# Felsachkopf
Le Felsachkopf  est un sommet du massif des Vosges culminant à 1 107 mètres d'altitude dans la commune de Fellering dans le département du Haut-Rhin.

## Géographie
Le site est accessible depuis le col d'Oderen. Il est surmonté au nord-ouest par le Haut de Felsach avec une hauteur de 1 161 mètres.

## Histoire
La chaume secondaire présente sur sa hauteur est liée à l'activité pastorale.
Le Felsachkopf est souvent cité comme un itinéraire privilégié par les soldats français qui fuyaient du nord vers la zone libre durant la Seconde Guerre mondiale.

## Activités

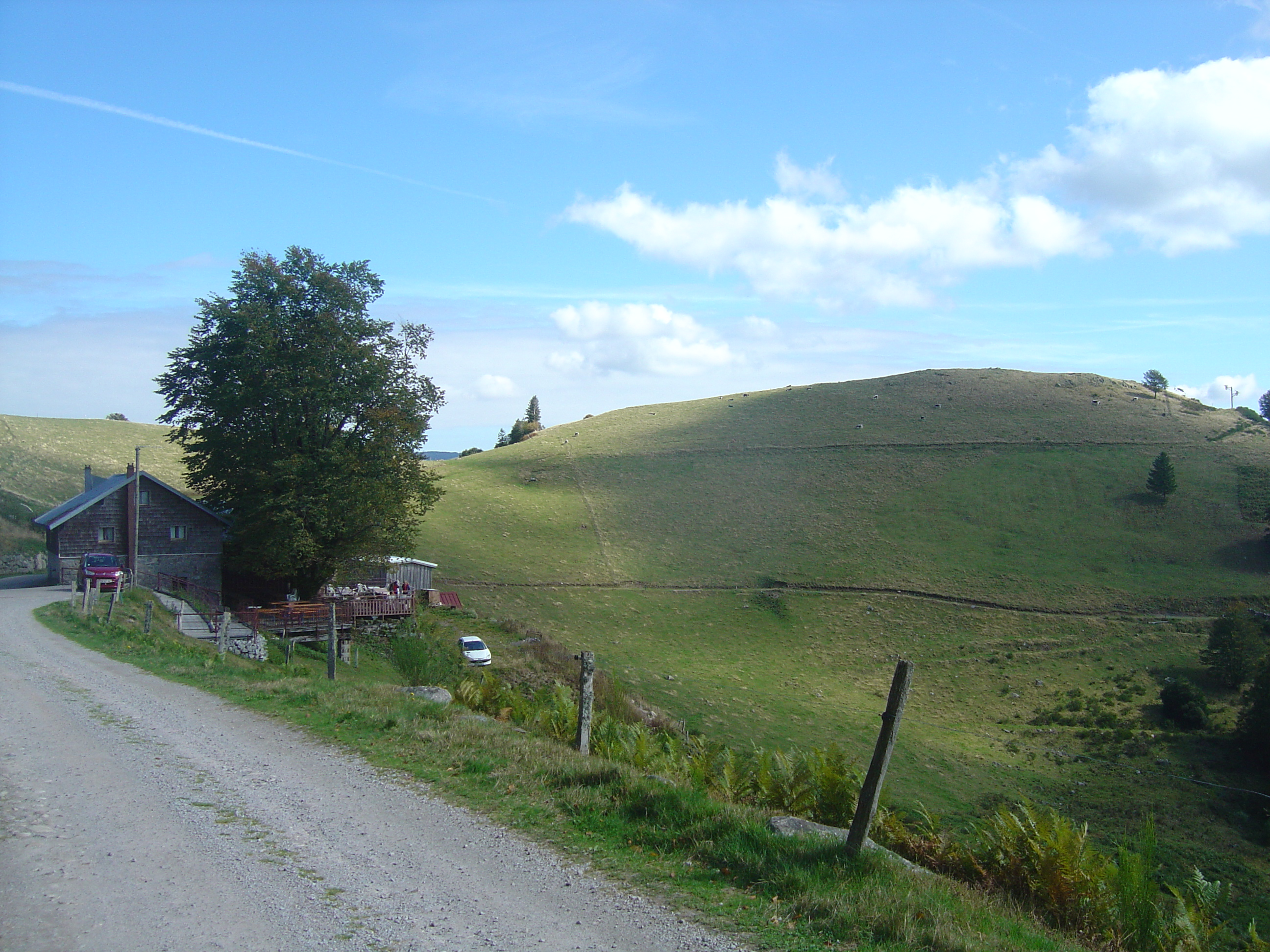
Ferme auberge de Felsach.

Une ferme auberge propose des repas marcaires de mi-avril à mi novembre .